# Čavoj
Čavoj (allemand : Sauershau, hongrois : Csavajó) est un village de Slovaquie situé dans la région de Trenčín.

## Histoire
La première mention écrite du village date de 1364.

## Démographie

### Évolution de la population
| Année:               | 1994. | 2004.    | 2014.    | 2024.   |
| -------------------- | ----- | -------- | -------- | ------- |
| Nombre de personnes: | 696   | 577      | 506      | 497     |
| Différence:          |       | -17,09 % | -12,30 % | -1,77 % |

| Année:               | 2023. | 2024.   |
| -------------------- | ----- | ------- |
| Nombre de personnes: | 502   | 497     |
| Différence:          |       | -0,99 % |